# Élections régionales de 2021 en Normandie
Pour un article plus général, voir Élections régionales françaises de 2021.
Les élections régionales de 2021 en Normandie ont lieu les 20 et 27 juin 2021 afin de renouveler les membres du conseil régional de la région française de Normandie.

## Contexte régional

### Conseil régional sortant
|                                         |       |       |      |                                           |
| Président du conseil régional           |       |       |      |                                           |
| Hervé Morin (LC)                        |       |       |      |                                           |
| Parti                                   | Sigle | Sigle | Élus | Groupe                                    |
| Majorité (54 sièges)                    |       |       |      |                                           |
| Les Républicains                        |       | LR    | 32   | La Normandie conquérante avec Hervé Morin |
| Union des démocrates et indépendants    |       | UDI   | 13   | La Normandie conquérante avec Hervé Morin |
| Mouvement démocrate                     |       | MoDem | 3    | La Normandie conquérante avec Hervé Morin |
| Les Centristes                          |       | LC    | 2    | La Normandie conquérante avec Hervé Morin |
| Divers droite                           |       | DVD   | 2    | La Normandie conquérante avec Hervé Morin |
| Le Mouvement de la ruralité             |       | LMR   | 2    | La Normandie conquérante avec Hervé Morin |
| Opposition de gauche (27 sièges)        |       |       |      |                                           |
| Parti socialiste                        |       | PS    | 17   | Socialistes, radicaux et citoyens         |
| Parti radical de gauche                 |       | PRG   | 2    | Socialistes, radicaux et citoyens         |
| Parti communiste français               |       | PCF   | 4    | Communistes et Ensemble !                 |
| Europe Écologie Les Verts               |       | EÉLV  | 4    | Normandie Écologie - EÉLV                 |
| Opposition d'extrême droite (21 sièges) |       |       |      |                                           |
| Rassemblement national                  |       | RN    | 19   | Rassemblement national pour la Normandie  |
| Divers extrême droite                   |       | EXD   | 2    | Non-inscrits                              |

### Résultats électoraux récents
| Scrutin             | 1er tour | 1er tour | 1er tour | 1er tour | 1er tour | 1er tour | 1er tour | 1er tour | 1er tour | 1er tour | 1er tour | 1er tour | 2d tour     | 2d tour     | 2d tour     | 2d tour     | 2d tour     | 2d tour     | 2d tour     | 2d tour     | 2d tour     |
| Scrutin             | 1er      | 1er      | %        | 2e       | 2e       | %        | 3e       | 3e       | %        | 4e       | 4e       | %        | 1er         | 1er         | %           | 2e          | 2e          | %           | 3e          | 3e          | %           |
| ------------------- | -------- | -------- | -------- | -------- | -------- | -------- | -------- | -------- | -------- | -------- | -------- | -------- | ----------- | ----------- | ----------- | ----------- | ----------- | ----------- | ----------- | ----------- | ----------- |
| Régionales 2015     |          | UDI-LR   | 27,91%   |          | FN       | 27,71%   |          | PS       | 23,52%   |          | FG       | 7,04     |             | UDI-LR      | 36,43%      |             | PS-FG-EÉLV  | 36,08       |             | FN          | 27,50       |
| Présidentielle 2017 |          | RN       | 23,93%   |          | LREM     | 22,36%   |          | LR       | 19,57%   |          | LFI      | 19,16%   |             | LREM        | 61,96%      |             | RN          | 38,04%      | Pas de 3e   | Pas de 3e   | Pas de 3e   |
| Européennes 2019    |          | RN       | 26,61%   |          | LREM     | 20,94%   |          | EÉLV     | 11,34    |          | LR       | 7,87     | Tour unique | Tour unique | Tour unique | Tour unique | Tour unique | Tour unique | Tour unique | Tour unique | Tour unique |

## Système électoral

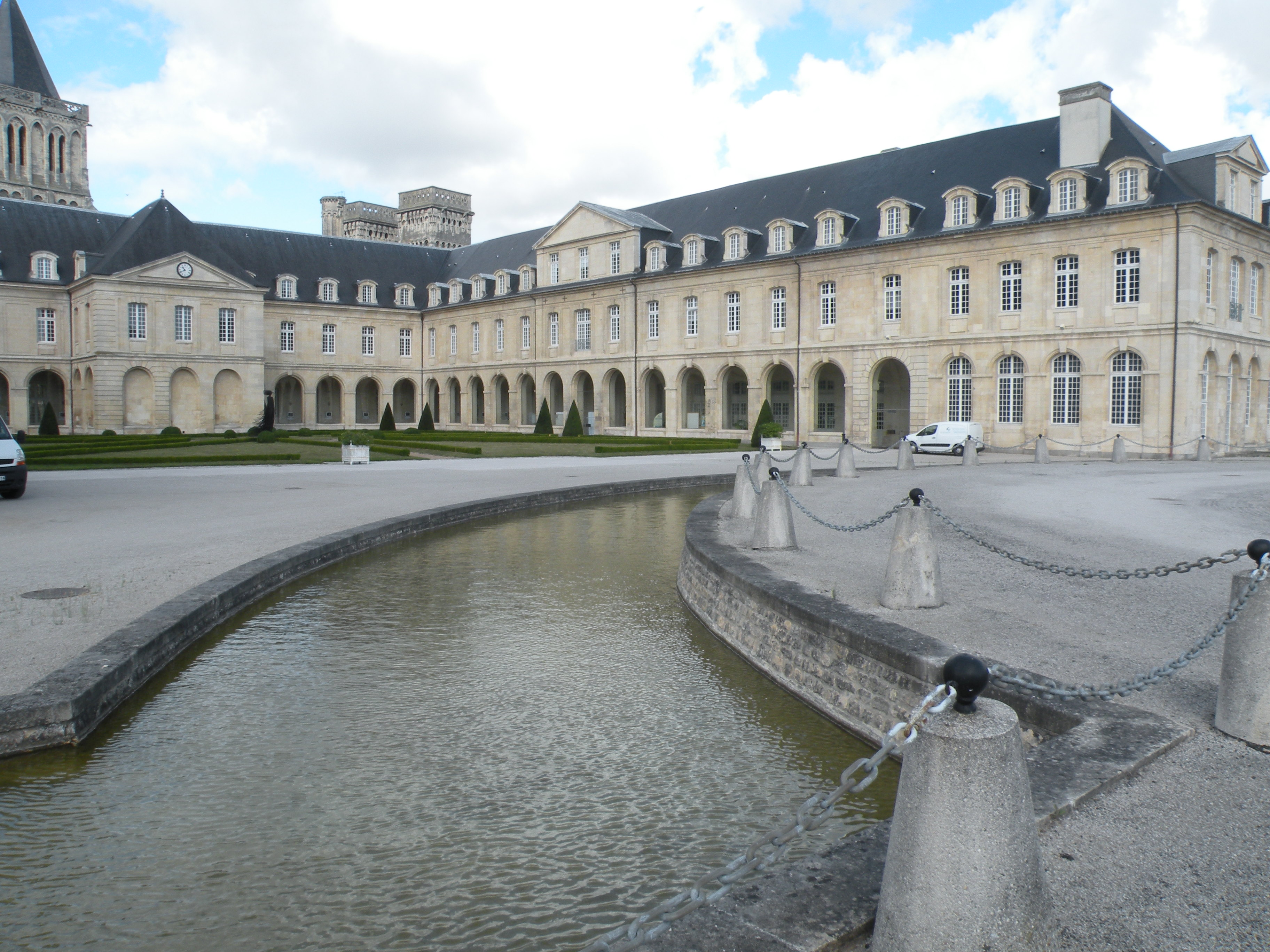
L'abbaye aux Dames de Caen, siège du conseil régional.

Le Conseil régional de Normandie est doté de 102 sièges pourvus pour six ans selon un système mixte à finalité majoritaire. Il est fait recours au scrutin proportionnel plurinominal mais celui ci est combiné à une prime majoritaire de 25 % des sièges attribuée à la liste arrivée en tête, si besoin en deux tours de scrutin. Les électeurs votent pour une liste fermée de candidats, sans panachage ni vote préférentiel. Les listes doivent respecter la parité en comportant alternativement un candidat homme et une candidate femme.
Au premier tour, la liste ayant obtenu la majorité absolue des suffrages exprimés remporte la prime majoritaire, et les sièges restants sont répartis à la proportionnelle selon la règle de la plus forte moyenne entre toutes les listes ayant franchi le seuil électoral de 5 % des suffrages exprimés, y compris la liste arrivée en tête.
Si aucune liste n'a recueilli la majorité absolue, un second tour est organisé entre toutes les listes ayant obtenu au moins 10 % des suffrages exprimés au premier tour. Les listes ayant obtenu au moins 5 % peuvent néanmoins fusionner avec les listes pouvant se maintenir. La répartition des sièges se fait selon les mêmes règles qu'au premier tour, la seule différence étant que la prime majoritaire est attribuée à la liste arrivée en tête, qu'elle ait obtenu ou non la majorité absolue.
Une fois les nombres de sièges attribués à chaque liste au niveau régional, ceux-ci sont répartis entre les sections départementales, au prorata des voix obtenues par la liste dans chaque département.

## Candidats
| Listes | Listes                                                    | Calvados                     | Eure                     | Manche                      | Orne                         | Seine-Maritime                    |
| ------ | --------------------------------------------------------- | ---------------------------- | ------------------------ | --------------------------- | ---------------------------- | --------------------------------- |
|        | Lutte ouvrière - Faire entendre le camp des travailleurs  | Pierre Casevitz (LO)         | Mélanie Peyraud (LO)     | Christophe Garcia (LO)      | Charlotte Séchet (LO)        | Valérie Foissey (LO)              |
|        | La Région qui prend soin, La Normandie qui nous ressemble | Franck Guégueniat (PRG)      | Jean-Luc Lecomte (PCF)   | Ralph Lejamtel (PCF)        | Martine Hamel (LFI)          | Maxime Da Silva (LFI)             |
|        | La Normandie nous rassemble                               | Rudy L’Orphelin (EÉLV)       | Laetitia Sanchez (EÉLV)  | Anna Pic (PS)               | Laurent Beauvais (PS)        | Mélanie Boulanger (PS)            |
|        | Normandie terre d’avenir                                  | Stéphanie Yon-Courtin (LREM) | François Ouzilleau (DVC) | Angélique Ferreira (DVC)    | Ludovic Assier (DVC)         | Laurent Bonnaterre (TdP)          |
|        | Pour vous, avec vous                                      | Patricia Astruc-Gavalda      | Brigitte Lantz           | Pierre-Xavier Broutin-Bassi | Michèle Hauvel               | Stéphanie Kerbarh (MR-LREM diss.) |
|        | Vivre la Normandie avec Hervé Morin                       | Sophie Gaugain (LR)          | Hervé Morin (LC)         | David Margueritte (LR)      | Thierry Liger (LR)           | Clotilde Eudier (DVD)             |
|        | Faire gagner la Normandie                                 | Philippe Chapron (RN)        | Timothée Houssin (RN)    | Olivier Pjanic (LAF)        | Claire-Emmanuelle Gauer (RN) | Nicolas Bay (RN)                  |

### Lutte ouvrière (LO)
Pascal Le Manach, ouvrier à l'usine Renault de Cléon, est désigné tête de liste LO pour ces élections.

### Parti communiste français (PCF) - La France insoumise (LFI) - Parti radical de gauche (PRG)
Début janvier 2021 la France insoumise désigne le binôme Emma Salley-Maxime Da Silva pour mener une liste d'union de la gauche et des écologistes en Normandie. Pour ce faire, ils tendent la main à Europe Écologie Les Verts.
Le 15 mars 2021, la France insoumise annonce soutenir comme tête de liste le député PCF Sébastien Jumel.

### Parti socialiste (PS) - Pôle écologiste(EÉLV - CÉ - GÉ - G·s)
L'ancienne députée de Seine-Maritime Marie Le Vern a présenté un mouvement d'union de la gauche en vue des élections régionales de 2021 en Normandie, rassemblant des personnalités « de gauche, écologistes, radicaux, libres » et nommé le « Printemps Normand », sans être pour le moment candidate. À la fin de l'année 2020, le mouvement s'amplifie en annonçant le soutien de 150 signataires dont la députée Chantal Jourdan, mais aussi du Parti radical de gauche.
De leur côté, les dirigeants du Parti socialiste en Seine-Maritime préfèrent soutenir une candidature de Mélanie Boulanger, actuelle maire de Canteleu, soutenue par le maire de Rouen et ex-président du conseil régional de l'ancienne région Haute-Normandie Nicolas Mayer-Rossignol.
Le 24 mars 2021, le bureau national du Parti socialiste désigne Mélanie Boulanger comme cheffe de file.
De son côté, le parti Europe Écologie Les Verts s'appuie sur un binôme « temporaire », avant de désigner Laëtitia Sanchez, maire de Saint-Pierre-du-Vauvray, tête de liste.
Les adhérents de Génération.s ont désigné Bastien Recher comme chef de file. Avant de rejoindre la liste menée par Laëtitia Sanchez.
Le 5 avril 2021, les composantes du Pôle écologiste annoncent une alliance avec le PS et leur ralliement à Mélanie Boulanger comme tête de liste.
Le 22 avril, le mouvement Place publique rejoint l'alliance.
Soutenue par le PS et EELV, la liste « La Normandie nous rassemble » propose la gratuité des transports scolaires pour les lycéens et collégiens ainsi que des trajets ferroviaires pour les étudiants et les demandeurs d'emploi de moins de 26 ans. Elle souhaite également retirer la participation financière de 205 millions d'euros de la région en faveur du contournement est de Rouen et réaliser un tram-train entre Rouen et Évreux.
La liste est également soutenue par les mouvements Nouvelle Donne, le Mouvement républicain et citoyen, la Gauche républicaine et socialiste, Les Radicaux de gauche ainsi qu'Allons Enfants.

### Majorité présidentielle (TdP-LREM-MoDem)
Le parti LREM cherche une tête de liste capable d'affronter l'équipe sortante mais les personnalités normandes comme Édouard Philippe, Sébastien Lecornu ou Bruno Le Maire ne sont pas intéressées. Laissant planer temporairement le doute, l'actuelle ministre du Travail Élisabeth Borne finit par annoncer qu'elle ne sera pas candidate. Le parti choisira de nommer un binôme composé de la députée européenne Stéphanie Yon-Courtin et de l’ancien ministre de l’Agriculture, Stéphane Travert comme chefs de file en vue de ces élections.
Laurent Bonnaterre, maire de Caudebec-lès-Elbeuf et délégué national adjoint de Territoires de progrès, officialise le 6 avril sa candidature en espérant le soutien de la majorité présidentielle, avec au préalable le soutien du chef de file, Stéphane Travert. Le 22 avril, le MoDem annonce son soutien à Laurent Bonnaterre.

### Liste sans étiquette menée par Stéphanie Kerbarh
La députée LREM Stéphanie Kerbarh a déposé une liste dissidente.

### Les Centristes (LC) - Les Républicains (LR)
Au mois d'octobre 2020, le président Hervé Morin semble selon toute vraisemblance candidat pour un deuxième mandat. En décembre 2020 Les Républicains, membres de la majorité sortante, chargent les députés de l'Orne Véronique Louwagie et Jérôme Nury de mener un dialogue avec les autres alliés de la coalition victorieuse de 2015 pour établir une liste renouvelée. Le 4 mai 2021, Hervé Morin officialise sa candidature.

### Rassemblement national (RN)
Nicolas Bay, tête de liste en Normandie lors des élections régionales de 2015, est à nouveau tête de liste du Rassemblement national pour les régionales de 2021,. Olivier Pjanic est tête de liste dans la Manche. Philippe Chapron est tête de liste pour le département du Calvados. L'ex-député UDF de Cherbourg Yves Bonnet rejoint la liste de Nicolas Bay en Seine-Maritime.

### Retrait de candidatures
Nathalie Goulet, sénatrice de l'Orne, est investie en septembre 2020 par l’UDI pour conduire une liste. Elle annonce cependant son retrait le 11 mai, une semaine avant la fin du dépôt de candidatures, n'étant pas parvenu à s'imposer dans les sondages et craignant une dispersion des voix au centre et à droite. Plusieurs candidats rejoignent en dernière semaine la candidate dissidente Stéphanie Kerbarh, bien que la tête de liste démente tout soutien personnel à celle-ci.

## Sondages

### Premier tour
| Sondeur                | Date                  | Panel | LO        | PCF-LFI | PS-EÉLV   | TdP-LREM   | MR      | LC-LR | RN  |
| Sondeur                | Date                  | Panel | Le Manach | Jumel   | Boulanger | Bonnaterre | Kerbarh | Morin | Bay |
| ---------------------- | --------------------- | ----- | --------- | ------- | --------- | ---------- | ------- | ----- | --- |
| Sondeur                | Date                  | Panel |           |         |           |            |         |       |     |
| Ifop (pour le PS)      | 11 au 16 juin 2021    | 903   | 2,5       | 7       | 19        | 12         | 0,5     | 30    | 29  |
| OpinionWay (pour LREM) | 10 au 13 juin 2021    | 1 024 | 2         | 8       | 16        | 15         | 1       | 30    | 28  |
| Ipsos                  | 3 au 7 juin 2021      | 1 000 | 2         | 10      | 16        | 11         | 1       | 32    | 28  |
| Elabe                  | 31 mai au 5 juin 2021 | 1 005 | 2         | 10      | 16        | 13         | 1       | 31    | 27  |

En gras sur fond coloré, la liste arrivée en tête ; en gras, les listes pouvant se qualifier pour le second tour.

### Second tour
| Sondeur                 | Date                  | Panel | PCF-LFI-EÉLV-PS | PCF-LFI-EÉLV-PS | TdP-LREM | TdP-LREM   | LC-LR      | RN  |
| Sondeur                 | Date                  | Panel | Jumel           | Boulanger       | Travert  | Bonnaterre | Morin      | Bay |
| ----------------------- | --------------------- | ----- | --------------- | --------------- | -------- | ---------- | ---------- | --- |
| Sondeur                 | Date                  | Panel |                 |                 |          |            |            |     |
| Ifop (pour le PS)       | 11 au 16 juin 2021    | 903   | —               | 24              | —        | 13         | 33         | 30  |
| OpinionWay (pour LREM)  | 10 au 13 juin 2021    | 1 024 | —               | 24              | —        | 17         | 31         | 28  |
| Ipsos                   | 3 au 7 juin 2021      | 1 000 | —               | 26              | —        | 13         | 32         | 29  |
| Elabe                   | 31 mai au 5 juin 2021 | 1 005 | —               | 27              | —        | 15         | 31         | 27  |
| Elabe                   | 31 mai au 5 juin 2021 | 1 005 | —               | 30              | —        | —          | 42         | 28  |
| Elabe                   | 31 mai au 5 juin 2021 | 1 005 | 27              | —               | —        | 15         | 31         | 27  |
| Elabe                   | 31 mai au 5 juin 2021 | 1 005 | 31              | —               | —        | —          | 41         | 28  |
| OpinionWay (pour LREM)  | 8 au 14 avril 2021    | 1 002 | —               | 23              | —        | 22         | 30         | 25  |
| Ifop                    | 8 au 14 avril 2021    | 905   | —               | 25              | —        | 12         | 35         | 28  |
| Ifop                    | 8 au 14 avril 2021    | 905   | —               | 29              | —        | 42 (Morin) | 42 (Morin) | 29  |
| Ifop (pour le PCF)      | 4 au 9 mars 2021      | 909   | 30              | —               | —        | 43 (Morin) | 43 (Morin) | 27  |
| OpinionWay (pour le PS) | 14 au 19 octobre 2020 | 1 016 | —               | 26              | 18       | —          | 29         | 27  |

## Résultats

### Global
|                          |                          |                                       |              |              |             |               |        |               |  |  |  |  |  |  |
| Tête de liste            | Tête de liste            | Liste                                 | Premier tour | Premier tour | Second tour | Second tour   | Sièges | +/-           |  |  |  |  |  |  |
| Tête de liste            | Tête de liste            | Liste                                 | Voix         | %            | Voix        | %             | Sièges | +/-           |  |  |  |  |  |  |
|                          | Hervé Morin              | LC-LR-LMR-MR-SL-UDI diss.-MoDem diss. | 278 263      | 36,86        | 332 889     | 44,26         | 60     | 6             |  |  |  |  |  |  |
|                          | Mélanie Boulanger        | PS-EÉLV-G•s-GÉ-CÉ-PP-ND-MRC-GRS-LRDG  | 138 647      | 18,37        | 196 893     | 26,18         | 20     | 2             |  |  |  |  |  |  |
|                          | Nicolas Bay              | RN-LDP-PL-LAF                         | 149 946      | 19,86        | 146 838     | 19,52         | 15     | 6             |  |  |  |  |  |  |
|                          | Laurent Bonnaterre       | TdP-LREM-Agir-MoDem                   | 83 588       | 11,07        | 75 511      | 10,04         | 7      | 7             |  |  |  |  |  |  |
|                          | Sébastien Jumel          | PCF-LFI-PG-PRG                        | 72 777       | 9,64         |             |               | 0      | 5             |  |  |  |  |  |  |
|                          | Pascal Le Manach         | LO                                    | 23 733       | 3,14         | 0           | en stagnation |        |               |  |  |  |  |  |  |
|                          | Stéphanie Kerbarh        | LREM diss.                            | 7 971        | 1,06         | 0           | Nv.           |        |               |  |  |  |  |  |  |
|                          |                          |                                       |              |              |             |               |        |               |  |  |  |  |  |  |
| Suffrages exprimés       | Suffrages exprimés       | Suffrages exprimés                    | 754 925      | 95,95        | 752 131     | 95,80         |        |               |  |  |  |  |  |  |
| Votes blancs             | Votes blancs             | Votes blancs                          | 21 254       | 2,70         | 22 776      | 2,90          |        |               |  |  |  |  |  |  |
| Votes nuls               | Votes nuls               | Votes nuls                            | 10 583       | 1,35         | 10 173      | 1,30          |        |               |  |  |  |  |  |  |
| Total                    | Total                    | Total                                 | 786 781      | 100          | 785 080     | 100           | 102    | en stagnation |  |  |  |  |  |  |
| Abstentions              | Abstentions              | Abstentions                           | 1 598 056    | 67,01        | 1 600 116   | 67,09         |        |               |  |  |  |  |  |  |
| Inscrits / Participation | Inscrits / Participation | Inscrits / Participation              | 2 384 818    | 32,99        | 2 385 196   | 32,91         |        |               |  |  |  |  |  |  |

### Par départements

#### Calvados
| Tête de liste            | Tête de liste            | Liste                                | Premier tour | Premier tour | Second tour | Second tour   | Sièges | +/- |
| Tête de liste            | Tête de liste            | Liste                                | Voix         | %            | Voix        | %             | Sièges | +/- |
| ------------------------ | ------------------------ | ------------------------------------ | ------------ | ------------ | ----------- | ------------- | ------ | --- |
|                          | Sophie Gaugain           | LR-LC-LMR-MR-SL                      | 69 725       | 42,13        | 81 059      | 48,39         | 15     | 3   |
|                          | Rudy L’Orphelin          | EELV-PS-G•s-GÉ-CÉ-PP-ND-MRC-GRS-LRDG | 34 665       | 20,94        | 46 468      | 27,74         | 5      | 1   |
|                          | Philippe Chapron         | RN-LDP-PL-LAF                        | 28 318       | 17,11        | 26 179      | 15,63         | 3      | 1   |
|                          | Stéphanie Yon-Courtin    | LREM-TdP-Agir-MoDem                  | 16 320       | 9,86         | 13 798      | 8,24          | 1      | 1   |
|                          | Franck Guégueniat        | PRG-PCF-LFI                          | 9 794        | 5,92         |             |               | 0      | 4   |
|                          | Pierre Casevitz          | LO                                   | 5 220        | 3,15         | 0           | en stagnation |        |     |
|                          | Patricia Astruc-Gavalda  | LREM diss.                           | 1 477        | 0,89         | 0           | Nv.           |        |     |
|                          |                          |                                      |              |              |             |               |        |     |
| Suffrages exprimés       | Suffrages exprimés       | Suffrages exprimés                   | 165 516      | 96,39        | 167 504     | 96,62         |        |     |
| Votes blancs             | Votes blancs             | Votes blancs                         | 3 861        | 2,25         | 3 677       | 2,12          |        |     |
| Votes nuls               | Votes nuls               | Votes nuls                           | 2 334        | 1,36         | 2 177       | 1,26          |        |     |
| Total                    | Total                    | Total                                | 171 711      | 100          | 173 358     | 100           |        |     |
| Abstentions              | Abstentions              | Abstentions                          | 329 576      | 65,75        | 328 038     | 65,42         |        |     |
| Inscrits / Participation | Inscrits / Participation | Inscrits / Participation             | 501 287      | 34,25        | 501 396     | 34,58         |        |     |

#### Eure
| Tête de liste            | Tête de liste            | Liste                                | Premier tour | Premier tour | Second tour | Second tour | Sièges | +/- |
| Tête de liste            | Tête de liste            | Liste                                | Voix         | %            | Voix        | %           | Sièges | +/- |
| ------------------------ | ------------------------ | ------------------------------------ | ------------ | ------------ | ----------- | ----------- | ------ | --- |
|                          | Hervé Morin              | LC-LR-LMR-MR-SL                      | 51 242       | 37,88        | 59 473      | 44,08       | 11     |     |
|                          | Timothée Houssin         | RN-LDP-PL-LAF                        | 33 588       | 24,83        | 33 052      | 24,50       | 3      |     |
|                          | Laetitia Sanchez         | EELV-PS-G•s-GÉ-CÉ-PP-ND-MRC-GRS-LRDG | 20 968       | 15,50        | 29 097      | 21,57       | 3      |     |
|                          | François Ouzilleau       | TdP-LREM-Agir-MoDem                  | 14 384       | 10,63        | 13 298      | 9,86        | 1      |     |
|                          | Jean-Luc Lecomte         | PCF-LFI-PRG                          | 9 577        | 7,08         |             |             | 0      |     |
|                          | Mélanie Peyraud          | LO                                   | 4 214        | 3,12         | 0           |             |        |     |
|                          | Brigitte Lantz           | SE                                   | 1 292        | 0,96         | 0           |             |        |     |
|                          |                          |                                      |              |              |             |             |        |     |
| Suffrages exprimés       | Suffrages exprimés       | Suffrages exprimés                   | 135266       | 96,14        | 134 920     | 96,23       |        |     |
| Votes blancs             | Votes blancs             | Votes blancs                         | 3650         | 2,59         | 3 642       | 2,90        |        |     |
| Votes nuls               | Votes nuls               | Votes nuls                           | 1786         | 1,27         | 1 646       | 1,17        |        |     |
| Total                    | Total                    | Total                                | 140702       | 100          | 140 208     | 100         |        |     |
| Abstentions              | Abstentions              | Abstentions                          | 286936       | 67,10        | 287 430     | 67,21       |        |     |
| Inscrits / Participation | Inscrits / Participation | Inscrits / Participation             | 427638       | 32,90        | 427 638     | 32,79       |        |     |

#### Manche
| Tête de liste            | Tête de liste               | Liste                                | Premier tour | Premier tour | Second tour | Second tour | Sièges | +/- |
| Tête de liste            | Tête de liste               | Liste                                | Voix         | %            | Voix        | %           | Sièges | +/- |
| ------------------------ | --------------------------- | ------------------------------------ | ------------ | ------------ | ----------- | ----------- | ------ | --- |
|                          | David Margueritte           | LR-LC-LMR-MR-SL                      | 49051        | 41,72        | 57 665      | 48,71       | 10     |     |
|                          | Anna Pic                    | PS-EÉLV-G•s-GÉ-CÉ-PP-ND-MRC-GRS-LRDG | 23544        | 20,02        | 30 457      | 25,73       | 3      |     |
|                          | Olivier Pjanic              | LAF-RN-LDP-PL                        | 20978        | 17,84        | 19 492      | 16,47       | 2      |     |
|                          | Angélique Ferreira          | LREM-TdP-Agir-MoDem                  | 12847        | 10,93        | 10 763      | 9,09        | 1      |     |
|                          | Ralph Lejamtel              | PCF-LFI-PRG                          | 6 518        | 5,54         |             |             | 0      |     |
|                          | Christophe Garcia           | LO                                   | 3 755        | 3,19         | 0           |             |        |     |
|                          | Pierre-Xavier Broutin-Bassi | LREM diss.                           | 890          | 0,76         | 0           |             |        |     |
|                          |                             |                                      |              |              |             |             |        |     |
| Suffrages exprimés       | Suffrages exprimés          | Suffrages exprimés                   | 117 573      | 95,19        | 118 377     | 95,77       |        |     |
| Votes blancs             | Votes blancs                | Votes blancs                         | 3 903        | 3,16         | 3 397       | 2,75        |        |     |
| Votes nuls               | Votes nuls                  | Votes nuls                           | 2 034        | 1,65         | 1 835       | 1,48        |        |     |
| Total                    | Total                       | Total                                | 123 510      | 100          | 123 609     | 100         |        |     |
| Abstentions              | Abstentions                 | Abstentions                          | 256217       | 67,47        | 256 153     | 67,45       |        |     |
| Inscrits / Participation | Inscrits / Participation    | Inscrits / Participation             | 379727       | 32,53        | 379 762     | 32,55       |        |     |

#### Orne
| Tête de liste            | Tête de liste            | Liste                                | Premier tour | Premier tour | Second tour | Second tour | Sièges | +/- |
| Tête de liste            | Tête de liste            | Liste                                | Voix         | %            | Voix        | %           | Sièges | +/- |
| ------------------------ | ------------------------ | ------------------------------------ | ------------ | ------------ | ----------- | ----------- | ------ | --- |
|                          | Thierry Liger            | LR-LC-LMR-MR-SL                      | 29 434       | 44,05        | 32 441      | 49,54       | 6      |     |
|                          | Laurent Beauvais         | PS-EÉLV-G•s-GÉ-CÉ-PP-ND-MRC-GRS-LRDG | 12 412       | 18,58        | 15 711      | 23,99       | 1      |     |
|                          | Claire-Emmanuelle Gauer  | RN-LDP-PL-LAF                        | 12 393       | 18,55        | 11 879      | 18,14       | 1      |     |
|                          | Ludovic Assier           | TdP-LREM-Agir-MoDem                  | 6 279        | 9,40         | 5 457       | 8,33        | 0      |     |
|                          | Martine Hamel            | LFI-PCF-PRG                          | 3 288        | 4,92         |             |             | 0      |     |
|                          | Charlotte Séchet         | LO                                   | 2 311        | 3,46         | 0           |             |        |     |
|                          | Michèle Hauvel           | LREM diss.                           | 698          | 1,04         | 0           |             |        |     |
|                          |                          |                                      |              |              |             |             |        |     |
| Suffrages exprimés       | Suffrages exprimés       | Suffrages exprimés                   | 66 815       | 94,81        | 65 488      | 95,35       |        |     |
| Votes blancs             | Votes blancs             | Votes blancs                         | 2 596        | 3,68         | 2 197       | 3,20        |        |     |
| Votes nuls               | Votes nuls               | Votes nuls                           | 1 063        | 1,51         | 1 000       | 1,46        |        |     |
| Total                    | Total                    | Total                                | 70 474       | 100          | 68 685      | 100         |        |     |
| Abstentions              | Abstentions              | Abstentions                          | 134 430      | 65,61        | 136 260     | 66,49       |        |     |
| Inscrits / Participation | Inscrits / Participation | Inscrits / Participation             | 204 904      | 34,39        | 204 945     | 33,51       |        |     |

#### Seine-Maritime
| Tête de liste            | Tête de liste            | Liste                                | Premier tour | Premier tour | Second tour | Second tour | Sièges | +/- |
| Tête de liste            | Tête de liste            | Liste                                | Voix         | %            | Voix        | %           | Sièges | +/- |
| ------------------------ | ------------------------ | ------------------------------------ | ------------ | ------------ | ----------- | ----------- | ------ | --- |
|                          | Clotilde Eudier          | LC-LR-LMR-MR-SL                      | 78810        | 29,22        | 102 251     | 38,46       | 18     |     |
|                          | Mélanie Boulanger        | PS-EÉLV-G•s-GÉ-CÉ-PP-ND-MRC-GRS-LRDG | 47 058       | 17,45        | 75 160      | 28,27       | 8      |     |
|                          | Nicolas Bay              | RN-LDP-PL-LAF                        | 54669        | 20,27        | 56 236      | 21,15       | 6      |     |
|                          | Laurent Bonnaterre       | TdP-LREM-Agir-MoDem                  | 33758        | 12,51        | 32 195      | 12,11       | 4      |     |
|                          | Maxime Da Silva          | LFI-PCF-PRG                          | 43600        | 16,16        |             |             | 0      |     |
|                          | Valérie Foissey          | LO                                   | 8233         | 3,05         |             |             | 0      |     |
|                          | Stéphanie Kerbarh        | LREM diss.                           | 3 614        | 1,34         |             |             | 0      |     |
|                          |                          |                                      |              |              |             |             |        |     |
| Suffrages exprimés       | Suffrages exprimés       | Suffrages exprimés                   | 269742       | 96,21        | 265 842     | 95,21       |        |     |
| Votes blancs             | Votes blancs             | Votes blancs                         | 7244         | 2,58         | 9 863       | 3,53        |        |     |
| Votes nuls               | Votes nuls               | Votes nuls                           | 3379         | 1,21         | 3 515       | 1,26        |        |     |
| Total                    | Total                    | Total                                | 280 365      | 100          | 279 220     | 100         |        |     |
| Abstentions              | Abstentions              | Abstentions                          | 590897       | 67,82        | 592 235     | 67,96       |        |     |
| Inscrits / Participation | Inscrits / Participation | Inscrits / Participation             | 871262       | 32,18        | 871 455     | 30,51       |        |     |

## Suites
Afin d'éviter une trop grande proximité avec les deux tours de l'élection présidentielle et des législatives d'avril et juin 2027, le mandat des conseillers élus en 2021 est exceptionnellement prolongé à six ans et neuf mois. Les prochaines élections ont par conséquent lieu en 2028 au lieu de 2027.